# 장충동
장충동(奬忠洞)은 서울특별시 중구의 동이다.

## 개요
장충동이라는 명칭은 이 부근에 있던 장충단의 이름을 따서 생겨난 것이다. 1900년에 설치된 장충단은 을미사변(명성황후 시해 사건) 당시 나라를 위해 목숨을 바친 충신, 열사를 기리는 제를 지내던 곳인데 1946년 10월 1일 일본식 동 이름을 유서 깊은 우리 식으로 바꾸는 과정에서 이 지역 일대가 '장충동'으로 이름 지어졌다. 그리고 묵정동이라는 동명은 '먹절골'이라는 마을 이름에서 비롯되는데, 이 먹절골은 지금의 묵정동, 충무로 4, 5가, 필동 2, 3가에 걸쳐있던 지역이다. 오래전 이 일대는 '먹절' 혹은 '묵사'로 부르던 절이 있어서 '먹절골' 혹은 '먹적골', '묵동'(墨洞), '묵사동' 등으로 불렸다. 먹절골에는 또한 그 깊이가 매우 깊어 늘 시커멓게 보이므로 '감정우물'이라 불리는 우물이 있었는데 바로 먹절골의 '감정우물'이 있는 곳이라는 뜻에서 묵정동이라는 동명이 유래된 것이다.

## 법정동
- 장충동1가
- 장충동2가
- 묵정동

## 명소
- 장충단공원

장충단 공원은 명성황후가 살해된 을미사변 때 순국한 충신, 열사들을 제사하기 위해 1900년 9월 대한제국 고종이 ‘장충단’이라는 사당을 설치한 데서 비롯되었다. 본래 장충단은 현재 장충단 공원을 포함하여 신라호텔, 국립극장, 자유센터, 서울타워호텔 터를 아우르는 큰 규모였다. 청계천의 수표교를 옮겨놓았고, 서울시 유형문화재 1호인 장충단비가 있다. 안쪽으로는 경로당과 체육 시설, 야외 무대 등이 있으며, 사명대사를 비롯하여 이준, 이한응, 유관순의 동상도 세워져 있다.
- 수표교
- 장충체육관
- 장충동 왕족발 보쌈

## 교통
- 서울 지하철 3호선 동대입구역

## 같이 보기
- 대한민국의 행정 구역